# اومتیک
اومتیک (به لاتین: Ometepe) یک جزیره در نیکاراگوئه است که در بخش ریواس واقع شده‌است. اومتیک ۲۹٬۶۸۴ نفر جمعیت دارد و ۱٬۶۱۰ متر بالاتر از سطح دریا واقع شده‌است.

## خواهرخوانده
شهر هرنه خواهرخواندهٔ اومتیک هست.